# Ćawundaraja
Ćawundaraja (kannada ಚಾಮುಂಡರಾಯ, ang. Chavundaraya) – dźinijski pisarz z XI - XII wieku. Autor dzieła "Cavundarayapurana" (historia 24 thirthakarów) napisanego w języku kannara. Minister radży Raćamalli z Karnataki (Majsur). 